# Bulbophyllum petrae
Bulbophyllum petrae là một loài thực vật có hoa trong họ Lan. Loài này được G.A.Fisch., Sieder & P.J.Cribb mô tả khoa học đầu tiên năm 2007.